# Brigitte Zeh

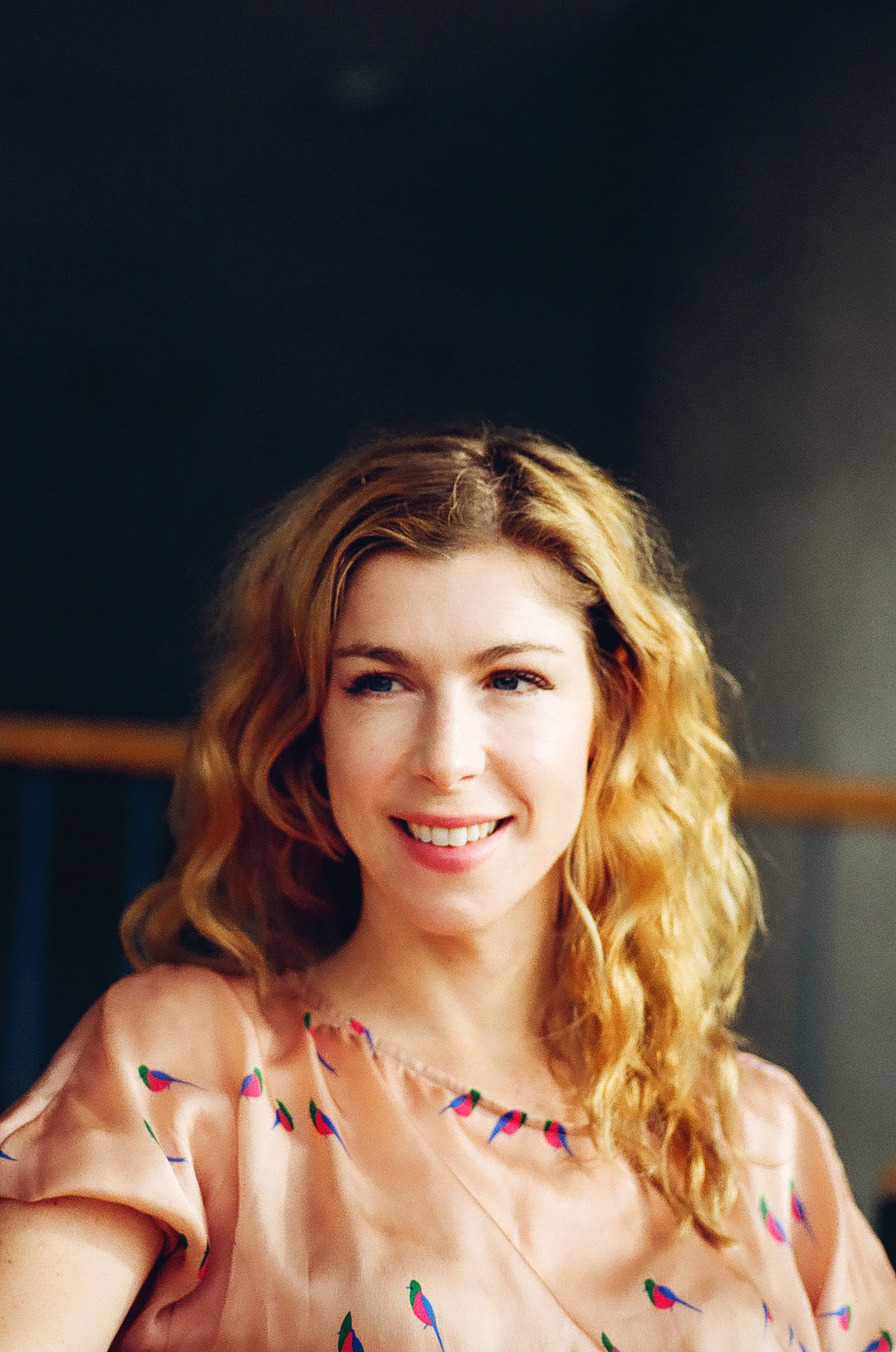
Brigitte Zeh (2013)

Brigitte Zeh (* 15. Mai 1975 in Ostfildern-Ruit, Baden-Württemberg) ist eine deutsche Schauspielerin.

## Leben und Karriere
Zehs Liebe zum Tanz wurde im Rahmen der musikalischen Früherziehung entdeckt und sie bekam Auftritte am Staatstheater Stuttgart und an der John-Cranko-Schule. Nach dem Abitur absolvierte sie zwischen 1996 und 2001 ihre Schauspielausbildung an der Universität der Künste, Berlin. Während der Studienzeit stand sie für diverse Fernsehproduktionen vor der Kamera, u. a. für die Krimiserien Doppelter Einsatz und Die Cleveren, und spielte mit Freunden in selbstproduzierten Theaterstücken wie Die Globen (1998) von Autor David Gieselmann, der zur gleichen Zeit szenisches Schreiben an der UdK studierte.
Nach Beendigung ihres Studiums wirkte sie zum ersten Mal in der ARD-Krimireihe Tatort mit, als Episodenhauptrolle Gret Weißtaschl in der Folge Der schwedische Freund (2005), und spielte nach diversen Episodenrollen in verschiedenen Tatorten u. a. bis 2011 die Rolle der Gerichtsmedizinerin Sonja Römer im Tatort Ludwigshafen. Zwischenzeitlich drehte sie auch für weitere Film- und Fernsehproduktionen, vor allem etliche Krimi-Reihen, darunter auch Das Geheimnis im Wald (2007), wo sie neben Christoph Waltz und Pierre Besson die Kommissarin Jule Brandenburg verkörperte. Im Kino war sie u. a. in 3 Grad kälter (2004), Das Fremde in mir (2007), Die wilden Hühner auf Klassenfahrt (2008) und Wie Männer über Frauen reden (2012) zu sehen. 2007 spielte sie außerdem als Nina in Til Schweigers Erfolgsfilm Keinohrhasen. Immer wieder übernimmt sie durchgehende Rollen in Serien. So war sie 2013 in der RTL-Sitcom Christine. Perfekt war gestern! zu sehen, in Laible und Frisch (SWR, 2010) sowie als Ärztin im Praktikum Laura Timm in St. Angela.
Brigitte Zeh steht auch auf der Theaterbühne. Ihr Debüt gab sie 1998 am Berliner Maxim-Gorki-Theater in dem Stück Kalpak. Zuletzt war sie 2013 in der Titelrolle Elfriede Jelineks Nora am Malmö Stadsteater in Schweden zu sehen sowie in einer weiteren Produktion als Titania in En midsommarnattsdröm (Ein Sommernachtstraum) 2014, beide mit der Regisseurin Anna Bergmann.
Seit Herbst 2022 ist Zeh Mitglied der Deutschen Filmakademie.
Lange Zeit hatte sie, bedingt durch die Arbeit ihres Lebensgefährten mit internationalen humanitären Hilfsorganisationen, an verschiedenen Orten der Welt gelebt. Seit dem plötzlichen Tod ihres Partners lebte Brigitte Zeh mit den beiden gemeinsamen Kindern in Berlin. Inzwischen, elf Jahre später, hat sie 2023 erneut geheiratet.
Neben ihrer Muttersprache Deutsch spricht sie fließend Englisch, Französisch und Schwedisch.

## Filmografie (Auswahl)

### Filme
- 1996: Fifty Fifty
- 1999: Der Liebhaber
- 2003: Bruder Jakob
- 2005: 3° kälter
- 2007: Keinohrhasen
- 2007: Früher oder später
- 2008: Das Fremde in mir
- 2008: Das Geheimnis im Wald
- 2010: Fremdkörper – Beinahe ein Roadmovie
- 2010: Bella vita
- 2010: Lilly Schönauer – Wo die Liebe hinfällt
- 2011: Hard Stuff
- 2018: Das Kindermädchen: Mission Südafrika
- 2018: Die Auferstehung
- 2019: Die Einzelteile der Liebe
- 2020: Die Hochzeit
- 2021: Das Kindermädchen – Mission Kanada
- 2021: Wir bleiben Freunde
- 2021: Das Kindermädchen – Mission Italien
- 2022: Ein Sommer in der Bretagne
- 2022: Dr. Hoffmann – Die russische Spende
- 2022: Lehrer kann jeder!
- 2023: Schneekind – Ein Schwarzwaldkrimi

### Fernsehserien
- 1997: Siebenstein – Der vergessene Wunschzettel
- 2000: Doppelter Einsatz – Jagd nach Liebe
- 2002: St. Angela (5 Episoden)
- 2003: Broti & Pacek – Irgendwas ist immer – Du sollst nicht lügen
- 2003–2011: Tatort (8 Episoden)
- 2004: SOKO Leipzig – Speed
- 2004–2006: Großstadtrevier (2 Episoden)
- 2005: Die Rettungsflieger – Hoch hinaus
- 2007: Der Kommissar und das Meer – Den du nicht siehst
- 2008: In aller Freundschaft – Unter großem Druck
- 2009: Die Rosenheim-Cops – Ottos letzter Sieg
- 2009: Inga Lindström – Sommermond
- 2010: Da kommt Kalle – Baby an Bord
- 2010: Laible und Frisch (6 Episoden)
- 2011: SOKO Kitzbühel (Episodenrolle)
- 2011: Wilde Wellen – Nichts bleibt verborgen (Vierteiler)
- 2011: Notruf Hafenkante – Schatzsuche
- 2013: Christine. Perfekt war gestern!
- 2014: Schmidt – Chaos auf Rezept
- 2014: Die Chefin – Das vierte Opfer
- 2014: Morden im Norden – Der Griff ins Leere
- 2014: Katie Fforde: Wie Feuer und Wasser
- 2015: Katie Fforde: Zurück ans Meer
- 2015: Unter anderen Umständen – Das verschwundene Kind
- 2016: In aller Freundschaft – Die jungen Ärzte (Folge Wahrheit oder nicht?)
- 2017–2021: Magda macht das schon! (45 Episoden)
- 2020: SOKO München: Die Hebamme
- 2020: Wilsberg: Alles Lüge
- 2021: Alarm für Cobra 11 – Die Autobahnpolizei: Innerer Feind
- 2022: Der Bergdoktor: Hochspannung
- 2022: Ein starkes Team: Abgestürzt (Fernsehreihe)
- 2022: Die Kanzlei (Folge Ohne Heimat)
- 2023: Der Alte (Folge Abstiegsangst)
- seit 2023: Dr. Nice (Fernsehreihe)
- 2023: Solo für Weiss (Fernsehreihe, Folge Liebeswut)
- 2024: Tatort: Diesmal ist es anders (Fernsehreihe)